# Скелювате (балка)
Скелювате (рос. Б. Скелевата) — балка (річка) в Україні у Вільнянському районі Запорізької області. Права притока Вільнянки (басейн Дніпра).

## Опис
Довжина балка приблизно 5,14 км, найкоротша відстань між витоком і гирлом — 4,28 км, коефіцієнт звивистості річки — 1,20. Формується декількома безіменними балками та загатами. На деяких ділянках балка пересихає.

## Розташування
Бере початок на південно-західній стороні від села Скелювате. Тече переважно на південний захід понад селом Вишняки і на північно-західній стороні від села Криничне впадає в річку Вільнянку, ліву притоку Дніпра.

## Цікаві факти
- У XIX столітті біля гирла балки існував скотний двір[1].